# Wüstenhain (Vetschau/Spreewald)
Wüstenhain, niedersorbisch Huštań, ist ein zum Ortsteil Laasow gehörender Gemeindeteil der Stadt Vetschau/Spreewald im Landkreis Oberspreewald-Lausitz in Brandenburg. Bis zur Eingemeindung nach Laasow am 1. Januar 1974 war Wüstenhain eine eigenständige Gemeinde.

## Lage
Wüstenhain liegt acht Kilometer südöstlich von Vetschau und 15 Kilometer südwestlich von Cottbus in der Niederlausitz. Der Ort liegt am Greifenhainer Fließ. Umliegende Ortschaften sind Briesen im Norden, die Kolkwitzer Ortsteile Wiesendorf im Nordosten und Brodtkowitz im Osten, der Drebkauer Ortsteil Casel im Süden sowie Laasow im Westen. Wüstenhain liegt im äußersten Norden des Lausitzer Seenlandes am Gräbendorfer See.
Nach Wüstenhain führt die Kreisstraße 6623 von Laasow oder von Briesen kommend. Die Landesstraße 524 verläuft jeweils zwei Kilometer westlich und nördlich des Ortes.

## Geschichte

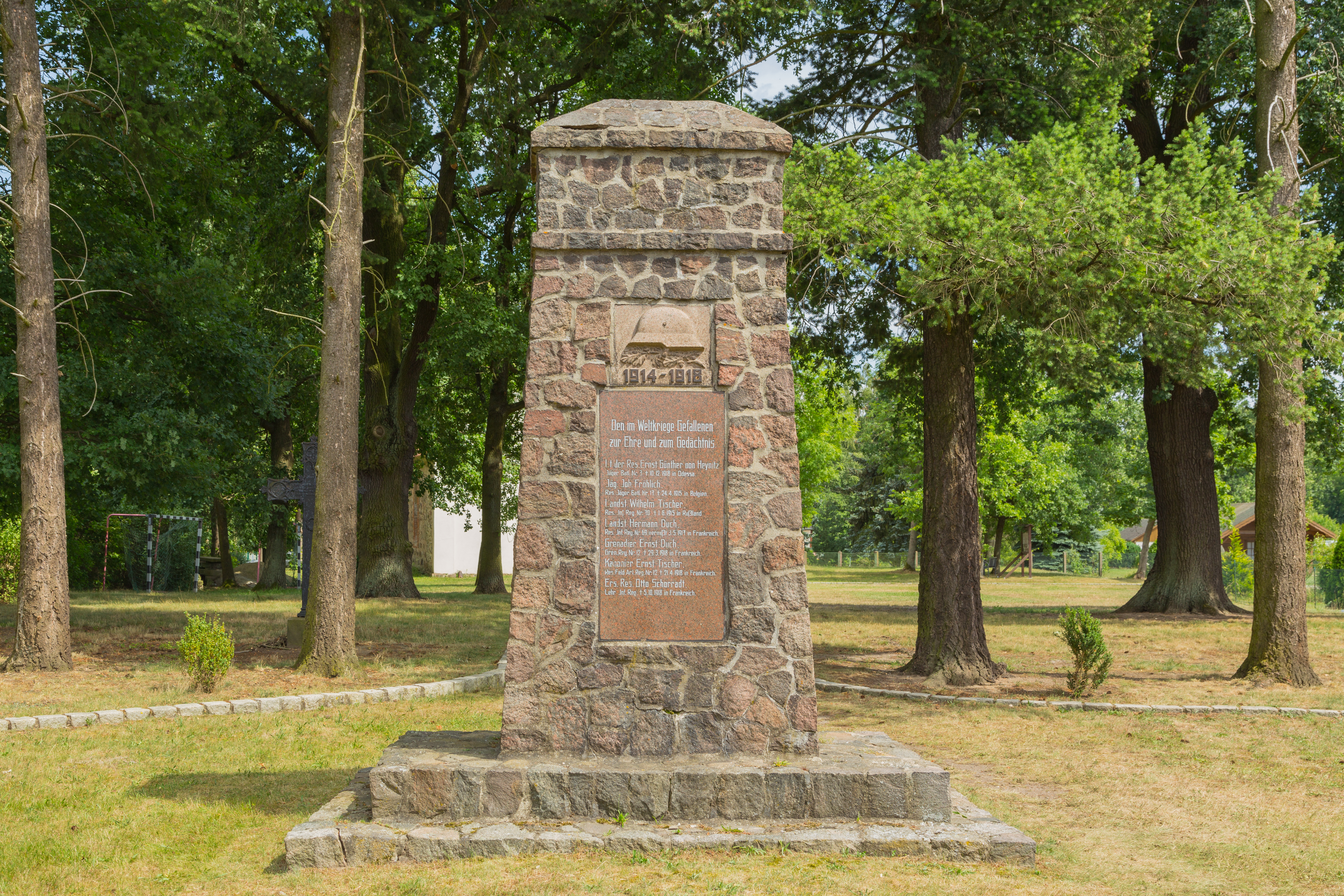
Kriegerdenkmal

Der als Sackgassendorf angelegte Ort Wüstenhain wurde erstmals am 22. Juli 1377 unter dem Namen Wüstenhayn urkundlich erwähnt, damals war der Ort im Besitz der Adelsfamilie von Bichow. Der deutsche Ortsname Wüstenhain lässt auf eine Rodungssiedlung schließen, und ist eine Übersetzung des ursprünglichen sorbischen Namens des Ortes, Pusty Gózd, der später in Huštań geändert wurde. Während des Dreißigjährigen Krieges wurde Wüstenhain vollständig zerstört. Nach dem Prager Frieden kam Wüstenhain im Jahr 1635 zum Kurfürstentum Sachsen. Von 1655 bis 1663 gehörte das Gut der Familie von Loeben. Danach wechselten die Besitzer häufig, bis Wüstenhain im Jahr 1725 von der Familie von Heynitz erworben wurde. Im Jahr 1755 umfasste der Ort 138 Einwohner, im Jahr 1810 lebten zehn Kossäten und fünf Häusler bzw. Büdner im Ort.
Bis 1806 war Wüstenhain ein sächsischer Grenzort zur preußischen Herrschaft Cottbus, die danach zunächst zu Sachsen kam. Bei der auf dem Wiener Kongress beschlossenen Teilung Sachsens kam Wüstenhain zum Königreich Preußen. Ab 1816 lag Wüstenhain im Kreis Calau in der Provinz Brandenburg. Im Jahr 1820 hatte der Ort 123 Einwohner, bis 1846 stieg die Zahl auf 160 Einwohner an. In der Nacht auf dem 29. Juni 1860 brannte die Kirche in Wüstenhain nach einer Brandstiftung vollständig ab, vier Jahre später wurde der Neubau eingeweiht. Im Jahr 1894 ließ der Gutsbesitzer Ernst von Heynitz ein neues Herrenhaus errichten, vier Jahre später wurde das neue Schulgebäude in Wüstenhain eröffnet. Im Jahr 1927 erfolgte der Anschluss des Dorfes an das Stromnetz. Der Gutsbezirk Wüstenhain wurde 1928 aufgelöst und mit der Landgemeinde vereinigt.

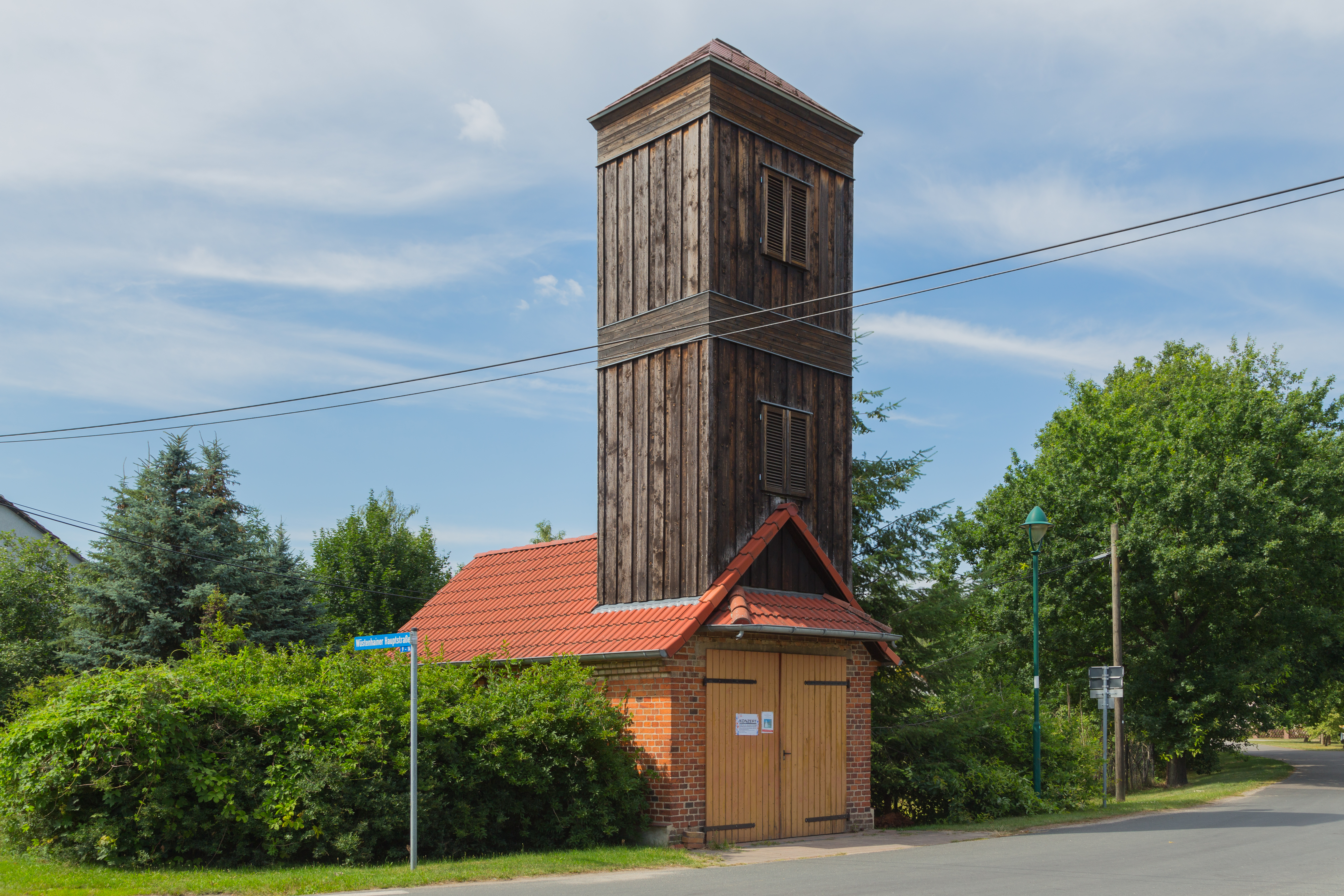
Spritzenhaus der Feuerwehr Wüstenhain

Nach dem Ende des Zweiten Weltkrieges wurde die Familie von Heynitz im Rahmen der Bodenreform enteignet. Wüstenhain gehörte zunächst zur Sowjetischen Besatzungszone und ab 1949 zur DDR. Bei der Gebietsreform am 25. Juli 1952 wurde die Gemeinde dem Kreis Calau im Bezirk Cottbus zugeordnet. Am 1. Januar 1974 wurde Wüstenhain nach Laasow eingemeindet. In den 1980er Jahren war das Dorf in den Planungen zur Fortführung des Braunkohletagebaus Gräbendorf zur Devastierung vorgesehen, weshalb die Einwohnerzahl bis 1990 auf etwa 50 zurückging. Die zum Ort gehörende Neue Mühle wurde 1985 in Vorbereitung der Abbaggerung bereits abgerissen. Da der Braunkohleabbau im Tagebau Gräbendorf knapp zwei Jahre nach der Wiedervereinigung eingestellt wurde, blieb Wüstenhain erhalten.
Im Land Brandenburg lag die Gemeinde Laasow mit ihren Ortsteilen zunächst im Landkreis Calau. Bei der Kreisreform am 6. Dezember 1993 ging dieser im neuen Landkreis Oberspreewald-Lausitz auf. Am 26. Oktober 2003 wurde die Gemeinde Laasow mit den Ortsteilen Briesen, Tornitz und Wüstenhain in die Stadt Vetschau/Spreewald eingegliedert. Wüstenhain ist seitdem ein Gemeindeteil des Ortsteils Laasow ohne eigenen Ortsbeirat.

## Bevölkerungsentwicklung
| Einwohnerentwicklung in Wüstenhain von 1875 bis 1971 | Einwohnerentwicklung in Wüstenhain von 1875 bis 1971 | Einwohnerentwicklung in Wüstenhain von 1875 bis 1971 | Einwohnerentwicklung in Wüstenhain von 1875 bis 1971 | Einwohnerentwicklung in Wüstenhain von 1875 bis 1971 | Einwohnerentwicklung in Wüstenhain von 1875 bis 1971 | Einwohnerentwicklung in Wüstenhain von 1875 bis 1971 | Einwohnerentwicklung in Wüstenhain von 1875 bis 1971 |
| Jahr                                                 | Einwohner                                            | Jahr                                                 | Einwohner                                            | Jahr                                                 | Einwohner                                            | Jahr                                                 | Einwohner                                            |
| ---------------------------------------------------- | ---------------------------------------------------- | ---------------------------------------------------- | ---------------------------------------------------- | ---------------------------------------------------- | ---------------------------------------------------- | ---------------------------------------------------- | ---------------------------------------------------- |
| 1875                                                 | 132                                                  | 1925                                                 | 147                                                  | 1946                                                 | 173                                                  | 1971                                                 | 108                                                  |
| 1890                                                 | 158                                                  | 1933                                                 | 132                                                  | 1950                                                 | 176                                                  |                                                      |                                                      |
| 1910                                                 | 129                                                  | 1939                                                 | 117                                                  | 1964                                                 | 137                                                  |                                                      |                                                      |

Nach Auskunft des Volkskundlers Arnošt Muka hatte Wüstenhain im Jahr 1884 insgesamt 134 Einwohner. Davon waren 99 Sorben, was einem sorbischsprachigen Bevölkerungsanteil von 73,9 Prozent entspricht. Demnach sprachen alle über 50-jährigen Einwohner Sorbisch, die meisten Kinder jedoch gar nicht. Der sorbischsprachige Gottesdienst wurde bereits in den 1830er Jahren eingestellt, in derselben Zeit endete in Wüstenhain die Weitergabe der wendischen (niedersorbischen) Sprache an die Kinder. Bis ins 20. Jahrhundert ging der Gebrauch der sorbischen Sprache im Ort noch weiter zurück. Im Jahr 2018 fand wieder ein sorbischsprachiger Gottesdienst in Wüstenhain statt.

## Kultur und Sehenswürdigkeiten
- Die Dorfkirche Wüstenhain ist eine Saalkirche aus den 1860er Jahren. Die Kirchenausstattung stammt im Wesentlichen aus dieser Zeit.